# 本島等
本島 等（もとしま ひとし、1922年〈大正11年〉2月20日 - 2014年〈平成26年〉10月31日）は、日本の政治家。1979年（昭和54年）から1995年（平成7年）までの4期にわたり長崎県長崎市長を務めた。

## 略歴
長崎県南松浦郡北魚目村（現在の同郡新上五島町）に生まれる。洗礼名、イグナチオ・ロヨラ。カトリック教徒。
隠れキリシタンの末裔であるカトリック教徒で母は未婚であることから戦時中はスパイ疑惑を掛けられた。旧制高校在学中の21歳の時に徴兵されて見習士官として新兵に大砲の撃ち方を指導した。所属する西部軍管区教育隊・砲兵生徒隊が疎開する熊本市郊外の山奥で終戦を迎えた。1945年8月砲兵少尉に昇進予定だった。　戦後は京都大学工学部土木工学科に入学して京都カトリック学生連盟の委員長を務め、27歳で卒業した。
東陵学園（現　長崎南山中・高）教諭、県教委職員などの教員生活を経て、同郷の故白浜仁吉衆院議員（元郵政相）の秘書、長崎市立高教諭などを経て、1959年長崎県議会議員（長崎市区）に初当選。　連続5期20年務め、自由民主党長崎県連合会幹事長などを歴任。　1979年の長崎市長選挙で現職の諸谷義武を破り、長崎市長に初当選。1995年まで4期16年務めた。
昭和天皇の病態に関する報道が相次ぐ1988年（昭和63年）12月7日に、市議会で日本共産党議員が昭和天皇の戦争責任に関して意見を求めて質問すると、市長3期目の本島は海外の記事や自分の従軍経験から考えて「戦後43年経って、あの戦争が何であったかという反省は十分にできたと思います……私が実際に軍隊生活を行い、軍隊教育に関係した面から天皇の戦争責任はあると私は思います」と答弁し、記者会見で「天皇が重臣らの上奏に応じて終戦をもっと早く決断していれば沖縄戦も広島・長崎の原爆投下も無かったのは歴史の記述から見ても明らかです」と重ねて発言した。直後に自民党県連などが発言の撤回を要求すると、自分の良心を裏切ることはできない、として拒否したため自民党県連から県連顧問を解任され、多数の右派系人物や組織から非難を浴び、街宣右翼から80台以上の街宣車で「天誅」と糾弾しされた。
発言の「天皇にも戦争責任はあると思う。しかし、日本人の大多数と連合国軍の意志によって責任を免れ、新しい憲法の象徴になった。私どももそれに従わなければならないと解釈している。」とする主旨を、マスメディアは「天皇の戦争責任はあると思う」を強調して報道した。

本島個人の責による警護公費の増大を自民党市議が懸念し、長崎県警察が警備を緩和すると、1990年（平成2年）1月18日に右翼団体『正気塾』の田尻和美が本島を背後から銃撃したが、重体から回復した本島は「犯人を赦す」と語った。
1991年（平成3年）の選挙は、日本共産党は公認候補を出さずに本島を支持したほかに左派勢力も協力し、本島は4回目の当選をした。1995年（平成7年）の選挙は、多選批判などを受けて自民党の推薦を受けた伊藤一長に敗れ、政界から引退した。2007年（平成19年）にその伊藤が暴力団員からの銃撃で死亡した際「2代にわたり市長が銃撃されるのは異常」と毎日新聞の取材に答えた。
2002年（平成14年）に第1回韓日平和交流功績賞、ドイツ功労勲章一等功労十字章を受けた。
2002年（平成14年）以降は左翼過激派と顕著に接近し、中核派の機関紙『週刊三里塚』巻頭で「闘いの言葉」を執筆する。
2012年6月、秋月平和賞受賞。
2014年（平成26年）10月31日、肺炎のため死去。92歳没。

## 原爆投下に対する考え
1997年（平成9年）に、原爆ドームの世界遺産登録に際して「広島よ、おごるなかれ―原爆ドームの世界遺産化に思う」を広島平和研究所に寄せ、「原爆は落とされるべきだった」「原爆が日本に対する報復としては仕方がなかった」と記した。1998年（平成10年）7月に、共同通信社の単独インタビューで「（原爆は）落とされるべきだった。（満洲事変から終戦までの十五年間にわたる）あまりに非人道的な行為の大きさを知るに従い、原爆が日本に対する報復としては仕方がなかったと考えるようになった」と答えた。これを広島大学の川口隆行は「加害の認識と謝罪の徹底を通して原爆観の落差を埋めること、そして何よりも被爆体験の特権化による『被爆ナショナリズム』の解体にこそある」とするが、右派や被爆団体は非難した。
2007年（平成19年）に防衛庁長官であった久間章生が「原爆投下は仕方が無かった」と発言して与野党や世論から大きな反発を受けた時に、「日本の戦争責任をもう一度考えるきっかけを与えてくれた」と理解を示して「当然の認識で僕も同感。久間さんの発言も同じで、原爆の肯定だ、容認だと批判するのはおかしい。天皇陛下も原爆容認論だと批判するのか」と発言を支持した。

## 原爆投下に対する発言
前述のように原爆投下を因果応報のような発言を述べている。
[質問]米国の原爆投下をどう考えるか。
[回答]『落とされるべきだった。（満洲事変から）15年間にわたるあまりに非人間的な行為の大きさを知るに従い、原爆が日本に対する報復としては仕方がなかったと考えるようになった』
[質問]原爆の持つ非人間性は。
[回答]『原爆による死には『極限の残虐』という言葉が使われるが、拷問で死ぬ前の隠れキリシタンの恐怖は、いかばかりだったか。南京大虐殺や731部隊も残虐の極致だ。日本人の非人間性、野蛮が出ている』
[質問]現在の核兵器をどうとらえるか。
[回答]『今、核兵器では何千万という人々が死ぬ。おもちゃのような原爆は、当時の考え方からすれば通常武器の一種だったと考えざるを得ず、核兵器廃絶を考える基礎になるものでない。被害の大きさが違い比較にならない』
[質問]今の認識に至ったのはなぜか
[回答]『日本人の持つ原爆観が世界に通用しないことを痛感するようになった。原爆は中国など侵略を受けた国々にとって救世主だった。市長を16年間続けている間、被爆者問題について考え続けたが、日本人の野蛮は計り知れない。日本人全員が謝罪する義務を負っている』
[質問]被爆者団体の反発が予想されるが。
[回答]『撃たれた時もそうだったが、この発言を緩めるつもりはない。間違っていると思った時に声を上げるのが、われわれの任務だ。今年いっぱいかけて、これらの考えを論文にまとめたい』
以上は、共同通信社のインタビュー配信記事、1998年7月29日。
[質問]米国による広島、長崎への原爆投下についてどう考えているか。
[回答]『米国やアジア太平洋諸国は原爆投下を『正しかった』『天罰だ』『救世主だった』と思っている。確かに、日本がアジア・太平洋戦争などで行った数々の悪魔の所業を思うと、原爆投下は仕方なかった、やむを得なかった、と言わざるを得ない。東京大空襲や沖縄戦も同じだ』
[質問]日本の行為の報いとして、原爆投下や東京大空襲、沖縄戦で多数の一般市民が殺されたということか。
[回答]『因果応報的であらっぽい考えといわれるかもしれないが、日本が戦争を仕掛けたときから、昭和天皇をはじめとする指導者はどういう報復があるか分かっていたはずだ』
[質問]原爆や空襲、沖縄戦の犠牲者に責任があるのか。
[回答]『戦争責任は昭和天皇をはじめとする戦争指導者だけでなく、マスコミにあおられて狂信的に戦争を進めた一般民衆にもある。全国民を裁くわけにはいかないので、東京裁判で指導者が裁かれた』
[質問]日本の「悪魔の所業」とは具体的に何を指すのか。
[回答]『条約を踏みにじって奇襲攻撃を仕掛けた日清・日露戦争やアジア・太平洋戦争で行われた化学兵器、生物兵器を使った大量虐殺。例えば、南京大虐殺、三光作戦、731部隊だ』
[質問]核兵器の使用は非人道的とは思わないか。
[回答]『1996年（平成8年）に国際司法裁判所は核兵器の使用を『一般的には違法』と判断したが、それまでは規定はなかった。当時の原爆は今の核兵器と比べれば、おもちゃのようなもので、通常兵器と変わらない。原爆による死を残酷だというが、南京大虐殺や三光作戦による死もすさまじい。書物によると、中国で日本軍に殺された人は1000万から1500万人、インドネシアでは400万人、フィリピンでは110万人。原爆や空襲犠牲者の数とは比べものにならない』
[質問]被爆者や遺族をはじめとして、世論は反発するのではないか。
[回答]『自分の信念を言っているだけだ。世界の人々の共感が得られない原爆観、戦争観ではだめだ、と訴えたい。近く論文にまとめたい』
以上は、産経新聞、1998年8月1日